# Blocco di Wikipedia in Russia

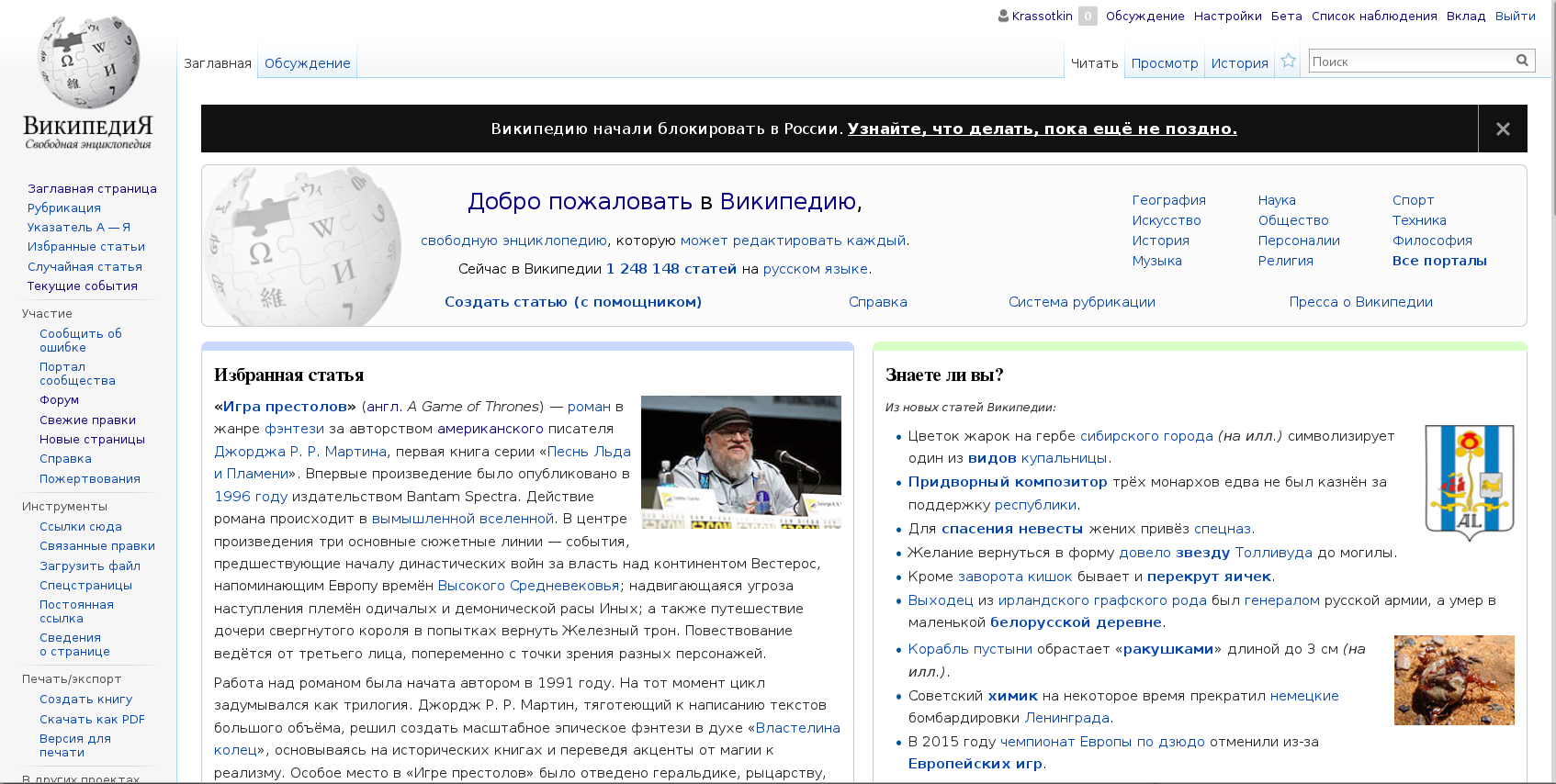
Pagina principale di Wikipedia in russo durante il blocco delle pagine tra il 24 e il 25 agosto 2015 («È cominciato il blocco di Wikipedia in Russia. Scopri cosa fare, prima che sia troppo tardi»).

La censura di Wikipedia in Russia fu imposta nell'agosto 2015 e comportava il blocco di alcune voci dell'enciclopedia nel paese.

## Contesto

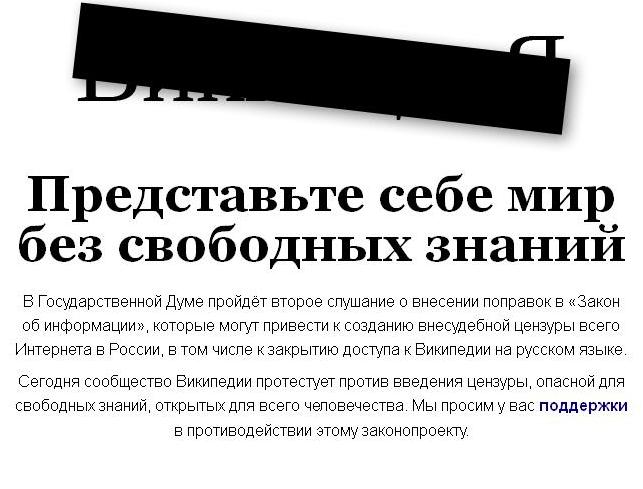
Sciopero di Wikipedia in russo del 10 luglio 2012.

Il 28 luglio 2012, il presidente russo Vladimir Putin firmò la legge federale 139-FZ/2012, emendante la legge federale 436-FZ/2010 «Sulla protezione dei bambini dalle informazioni nocive alla salute e allo sviluppo» ed altri atti. La nuova legge introdusse disposizioni per operare dei filtri sui siti Internet tramite un sistema di blacklist, bloccando le pagine ritenute proibite (ad esempio, quelle inerenti a droghe e suicidio). Diversi esperti sollevarono preoccupazioni che questo potesse essere l'inizio di una censura di internet. In segno di protesta, il 10 luglio era stato indetto uno "sciopero" di Wikipedia in russo, supportato da altre edizioni linguistiche (inclusa l'edizione italiana).
Il 1º novembre 2012 venne creato il "Registro unificato dei siti proibiti", atto ad elencare i siti contenenti informazioni considerate pericolose e gestito dal Roskomnadzor. In esso vennero via via inserite anche alcune voci di Wikipedia in russo fino a giungere, in meno di tre anni, a circa 25 pagine riguardanti prevalentemente droga e suicidio (come, ad esempio, quella sull'iniezione letale). Alcune voci, originariamente incluse, erano state rimosse dal Registro dopo qualche tempo.
Sino all'estate 2015 non si registrarono, comunque, richieste di blocco o di cancellazione.

## Blocco del 2015

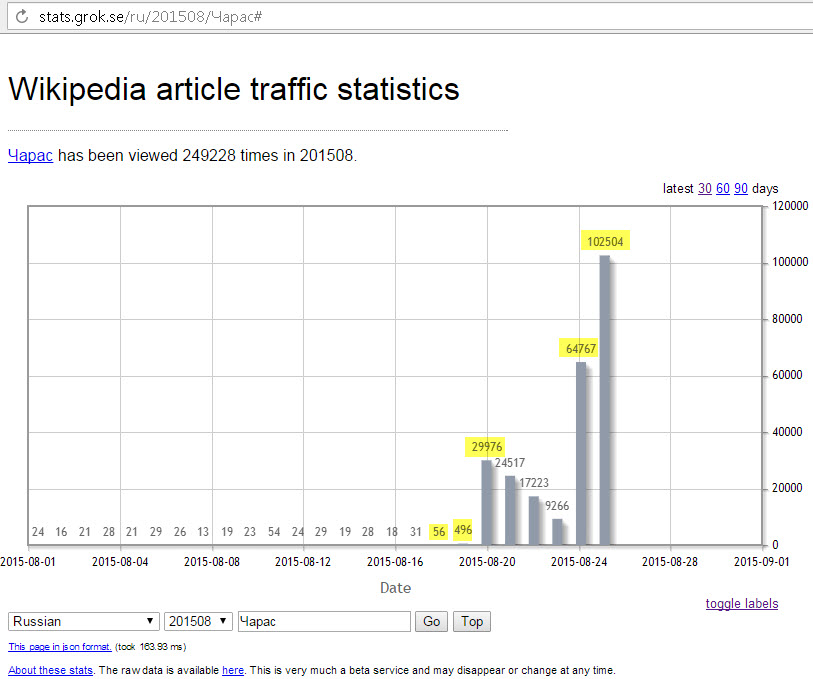
Numero di visite alla pagina del charas su Wikipedia in russo nei giorni del blocco, dimostrante l'effetto Streisand verificatosi.

Il 18 agosto 2015 il Roskomnadzor richiese agli amministratori di Wikipedia in russo di rimuovere la pagina sul charas, adducendo come motivazione una sentenza di giugno di un giudice del Černojarskij rajon (oblast' di Astrachan'). La voce, contenendo anche informazioni sulle modalità di preparazione della sostanza narcotica, contravveniva all'art. 461-2 della l.fed. 3-FZ/1998.
La comunità wikipediana decise di non eliminare la pagina ma di modificarla onde renderla più aderente al dettato normativo russo. Quanto fatto non fu tuttavia sufficiente per il Roskomnadzor, che rinnovò la propria richiesta di impedire l'accesso alla voce; ciò era, tuttavia, tecnicamente impossibile. Operando Wikipedia tramite protocollo HTTPS, infatti, risulta impossibile censurare una singola pagina senza contestualmente bloccare l'accesso a tutti i progetti Wikimedia.
Il 25 agosto, per qualche ora, l'accesso a Wikipedia in russo fu bloccato dal Roskomnadzor. Dopo poche ore, tuttavia, l'agenzia tornò sui propri passi e sollevò le restrizioni, accettando così le modifiche apposte alle voci. Complessivamente, l'intento di impedire l'accesso alle informazioni si rivelò controproducente e scatenò, secondo la stampa, un effetto Streisand.

## Minacce di blocco del 2022

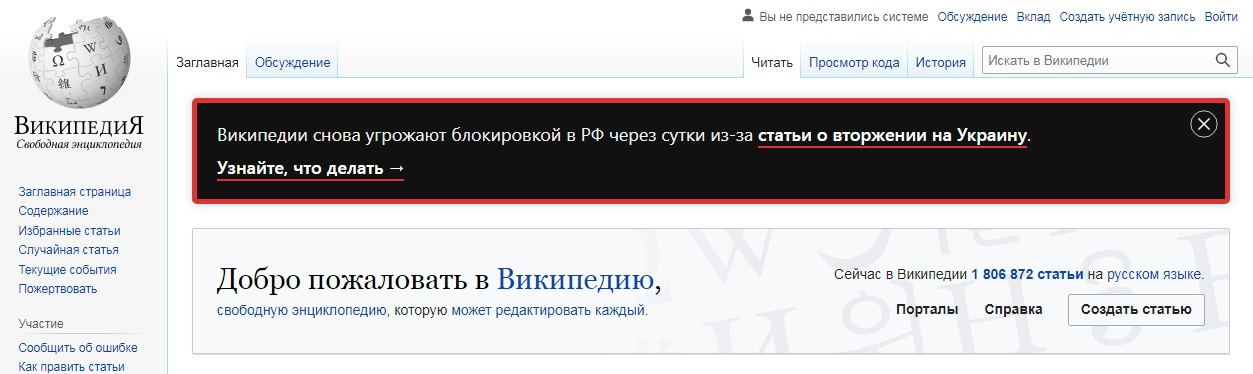
«Wikipedia potrebbe essere bloccata in Russia a causa della voce sull'invasione russa dell'Ucraina del 2022» (30 marzo 2022).

Il 1° marzo 2022 il Roskomnadzor, su spinta del Procuratore generale, contestò diverse informazioni presenti nella voce "Invasione russa dell'Ucraina del 2022" definendole false e diffamatorie, richiedendo la loro rimozione pena un nuovo blocco di Wikipedia in russo. Il 20 luglio, a seguito del permanere del contenuto in oggetto, il Roskomnadzor richiese ai motori di ricerca di indicare Wikipedia come violatrice delle leggi russe.
Nei mesi successivi si verificarono fenomeni di doxing contro utenti di Wikipedia in russo autori di modifiche su voci inerenti al conflitto russo-ucraino, operato da gruppi riconducibili a Evgenij Prigožin.
Nel 2024 la Wikimedia Foundation ha intentato una causa contro il Roskomnadzor ed il Procuratore generale onde far riconoscere le decisioni di queste ultime due come illegali e censoree.